# ヴァーサブルード
ヴァーサブルード（Wasabröd）はスカンディナヴィア風のクリスプ・ブレッド（スウェーデン語：knäckebröd、フィンランド語：näkkileipä、ノルウェー語：knekkebrød、デンマーク語：knækbrød、アイスランド語：hrökkbrauð）を生産する世界最大のスウェーデンの企業である。

## 概要

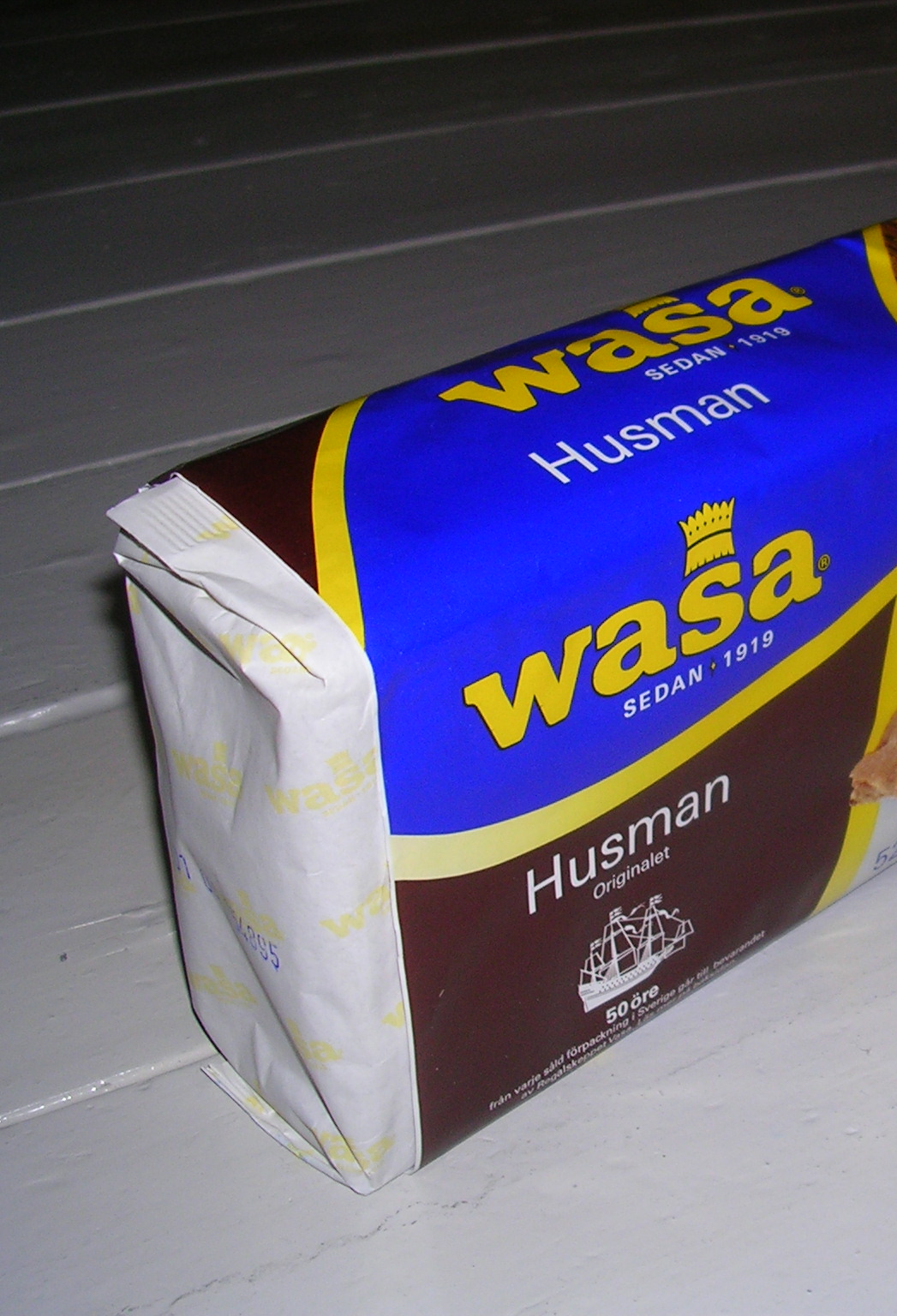
"Wasa Husman".

ヴァーサブルード社は1919年創業で、最初のパン屋をシェレフテオに開いた。1983年からは国外の企業の傘下に入り、最初はスイスの製薬会社のサンド社（後にチバガイギー社と合併してノバルティス社となる）、1999年からはイタリアの食品会社のバリラ社（Barilla Alimentare S.p.A.）が親会社となっている。
カール・エドヴァルド・ルンドストローム（Karl Edvard Lundström）が設立したシェレフテオの最初のパン屋は、1931年にフィリプスタッドに完全に機械化された支店を出店し、それ以来この店が会社の主力になった。後年幾つかの他のスウェーデンのパン屋を吸収して1940年代にパンの輸出を始めた。1965年に初の海外支店をデンマークに設立し、1967年には西ドイツのツェレに海外で初のパン工場を建設した。21世紀の初めにはヴァーサブロード社は全生産量の約80%をスウェーデン以外の国々で販売している。
創立者のルンドストロームは1915年から自身のパン屋（Firma K. E. Lundström）を経営しつつ1919年には故郷の街に因んで名付けたシェレフテオ製パン工場 株式会社（AB Skellefteå spisbrödsfabrik）を設立した。会社の主要部門に発展するフィリプスタッドの支店は1934年にヴァーサ製パン工場 株式会社（AB Wasa spisbrödsfabrik）という名称になったが1964年には短くヴァーサブルード 株式会社（AB Wasabröd）と改称した。ヴァーサ（Wasa）というブランド名は元々グスタフ・ヴァーサ（Gustavus Vasa）をイメージして名付けた特定の商品ヴァーサクネッケ（Vasaknäcke）であった。ヴァーサブルード社は市場活動で王冠とヴァーサ王朝の特徴ある花瓶の紋章を使用している。（Vの代わりにWを使用するのはスウェーデンの古語である。市場活動では一般的ではないが発音には影響は無い）
ヴァーサブルード社は多品種のクリスプ・ブレッドを生産している。オリジナルのクリスプ・ブレッドはライ麦製であるが、その他にもゴマ、小麦や他の穀物が入った様々な商品がある。ヴァーサはマッツァーの様な長寿命の商品で有名である。
ヴァーサブルード社はスウェーデン王室御用達の食品会社である。